# Coroi, Arad
Coroi este un sat în comuna Craiva din județul Arad, Crișana, România.
Satul Coroi aparținând de comuna Craiva se află pe valea pârâului Maraus, care izvorăște de pe culmile mărețe ale munților Codru Moma.

Este situat la intersecția drumurilor județene Motiori-Craiva cu drumul care face legătura Cermeiului cu șoseaua  națională Beliu-Oradea.
Aici a existat o biserică de lemn, cu hramul "Cuvioasa Paraschiva" pe care credincioșii români ortodocși încetează a o mai frecventa "spre a nu părea uniți", motiv pentru care Capitul din Oradea o sigilează, iar după 28 de ani le-o vinde contra sumei de 270 fl, pentru a o repara și sluji în ea slujbe ortodocse.

Actuala biserică este din piatră și  are hramul celei vechi și a fost construită în anul 1886.

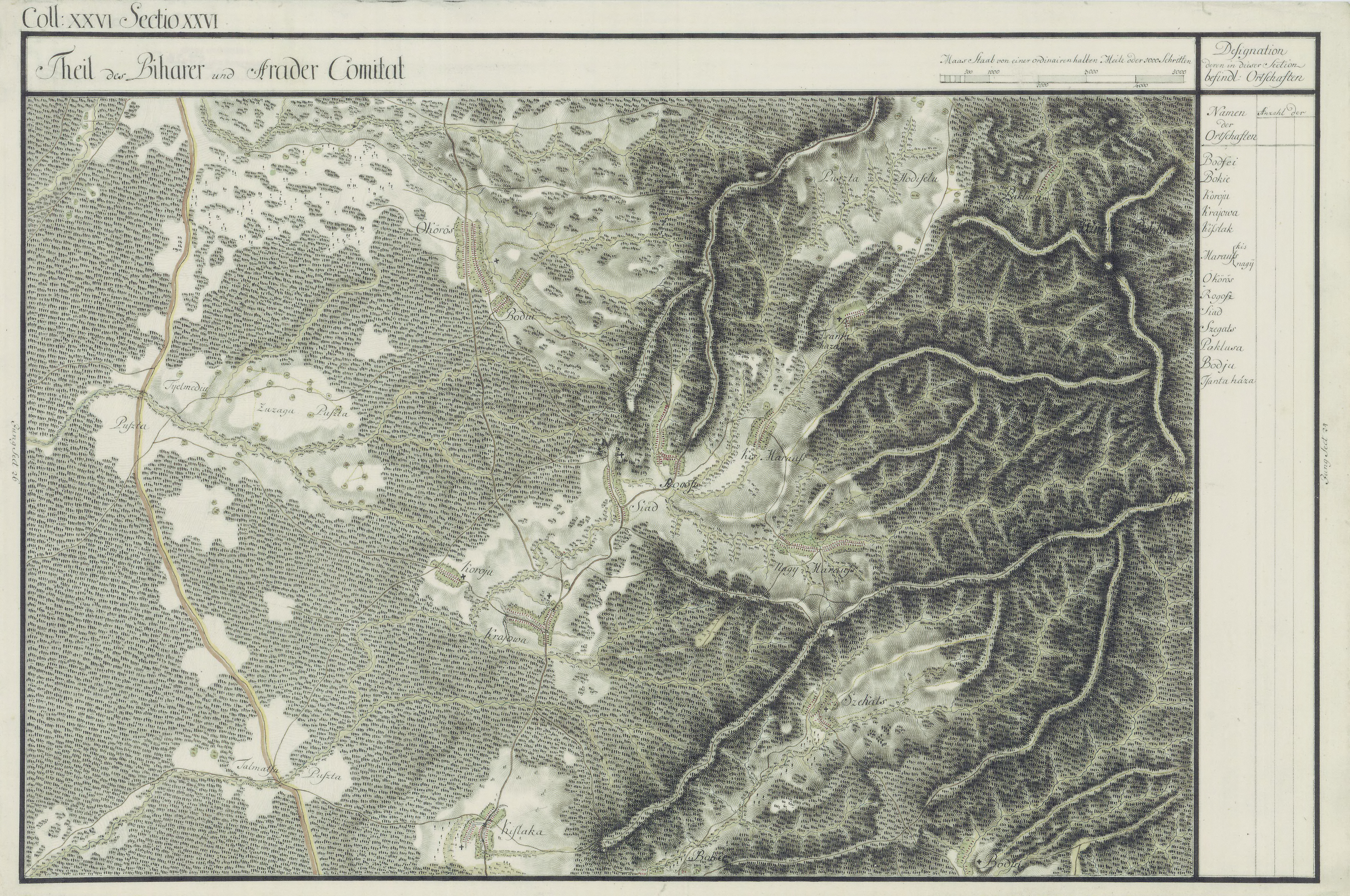
Coroi în Harta Iozefină a Comitatului Arad, 1782-85